# IC 932
IC 932 је елиптична галаксија у сазвјежђу Велики медвјед која се налази на листи објеката дубоког неба у Индекс каталогу.
Деклинација објекта је + 55° 38' 47" а ректасцензија 13h 43m 51,5s. Привидна величина (магнитуда) објекта IC 932 износи 15,5 а фотографска магнитуда 16,5.